# Fukuchi
Fukuchi (jap. 福智町 Fukuchi-machi) – miasto w Japonii, na wyspie Kiusiu, w prefekturze Fukuoka. Według danych na rok 2020 miejscowość zamieszkiwało 21 398 mieszkańców , a gęstość zaludnienia wyniosła 508,7 os./km².